# Ораовец
Ораовец или понякога книжовно Ораховец (срещат се и формите Ореовец и Ореховец, на македонска литературна норма: Ораовец) е село в югозападната част на община Велес, Северна Македония.

## География
Селото е разположено в долното поречие на река Бабуна, на левия и бряг в областта Клепа в подножието на планината Клепа. Ораовец отстои на 14 km от общинския център Велес.

## История
Известните зографи Коста и брат му Никола Дамянов са автори на църквата „Свети Спас“ в Ораовец, завършена в 1839 година.
В „Етнография на вилаетите Адрианопол, Монастир и Салоника“, издадена в Константинопол в 1878 година и отразяваща статистиката на населението от 1873 година, Ороовец е посочено като село със 75 домакинства с 262 жители българи и 42 мюсюлмани. Според статистиката на Васил Кънчов („Македония. Етнография и статистика“) от 1900 година Ораховец е населявано от 620 жители, всички българи.
Според митрополит Поликарп Дебърски и Велешки в 1904 година в Ораховац има 7 сръбски къщи. По данни на секретаря на Българската екзархия Димитър Мишев („La Macédoine et sa Population Chrétienne“) в 1905 година в Ораовец има 696 българи екзархисти и функционира българско училище. През учебната 1912/1913 година учител в селото са Димитър Кантарджиев и Невена Чочкова.
По време на Балканската война 10 души от Ораовец се включват като доброволци в Македоно-одринското опълчение.
След Междусъюзническата война в 1913 година селото попада в Сърбия.
На етническата си карта от 1927 година Леонард Шулце Йена показва Оровце (Orovce) като българско християнско село.
Според преброяването от 2002 година селото има 19 жители, всички македонци.

## Личности
Родени в Ораовец
- Ангел Мойсовски (1923 – 2001), народен герой на Югославия
- Борис Йорданов (1887 – ?), български революционер от ВМОРО, четник на Владимир Сланков, македоно-одрински опълченец в четата на Дамян Мартинов и Сборна партизанска рота на МОО[12]
- Емануил Исаков, български зограф
- Иван Левов, завършва втори клас, свещеник в родното си село между 1871 и 1908 година,[13] вуйчо на Никола Зографов[14]
- Иван Наумов Алябака (1870 – 1907), български революционер
- Константин Исаков, български зограф
- Милан Арсов (1884 – 1908), български революционер, участник в Солунските атентати
- Михаил Стоянов, български революционер от ВМОРО, четник на Лука Джеров[15]
- Никола Зографов (1869 – 1931), български революционер и просветен деец
- Павел Наумов (1883 – ?), български революционер
- Пано Арнаудов (1877 – ?), български революционер
- Петър Николов (1850 – 1921), български зограф
- Стефо Лазо,[16] българин, православен, заловен на 18 декември 1903 година „по време на сблъсъка с военна част, станал край велешкото село Къпиново, докато кръстосвал с четата, към която се присъединил с бунтовнически намерения“, осъден на доживотна каторга, лежал в Скопския затвор, амнистиран с общата амнистия от 12 април 1904 година[17]
- Тане Ангелов, македоно-одрински опълченец, 3 рота на 5 одринска дружина, Продоволствен транспорт на МОО[18]
- Тодор Оровчанов (1881 – 1927), български революционер
- Трайко Гочев, български революционер

Починали в Ораовец
- Коста Дамянов (? - 1869), български зограф
- Никола Дамянов (1810 – 1860), български зограф